# Linie rozpočtu
Linie rozpočtu neboli rozpočtová přímka je v ekonomické teorii přímka, určující jakým způsobem může spotřebitel rozdělovat celý svůj disponibilní důchod na nákup dvou statků. Je zobrazením rozpočtového omezení.
Linie rozpočtu je definována jako
{\displaystyle I=P_{A}*Q_{A}+P_{B}*Q_{B}}, kde I je disponibilní důchod, {\displaystyle P_{A},P_{B}} jsou ceny statků A a B a {\displaystyle Q_{A},Q_{B}} jsou množství statků A a B, které spotřebitel nakupuje.
Sklon linie rozpočtu vyjadřuje, v jakém poměru lze nahrazovat statek A statkem B. Jeho absolutní hodnota se nazývá mezní míra substituce ve směně (angl. marginal rate of substitution in exchange) a je definována:
{\displaystyle MRS_{E}=-{\frac {\Delta Q_{B}}{\Delta Q_{A}}}={\frac {P_{A}}{P_{B}}}}

## Příklad rozpočtové přímky
Popis:
Rozpočtová přímka pro daný disponibilní důchod I je vyznačena modře.

{\displaystyle Q_{a}} … osa množství statku A

{\displaystyle Q_{b}} … osa množství statku B

M, L … body na rozpočtové přímce, na nichž dojde k maximálnímu využití disponibilního důchodu I

G … bod, kterého při daném důchodu I spotřebitel nemůže dosáhnout

K … bod, ve kterém spotřebitel nevyužije celý důchod I